# Metalectra miserulata
Metalectra miserulata là một loài bướm đêm trong họ Erebidae.